# Ricardo Ariztía Urmeneta
Ricardo Ariztía Urmeneta (Santiago 1820 - La Serena 1891) was een Chileens conservatief politicus.
Hij studeerde aan het seminarie van La Serena en de Universiteit van Chili in Santiago. Hij promoveerde in 1845 als doctor in de rechten. Hij trouwde met Luisa Pinto Garmendia, de dochter van president Francisco Antonio Pinto en de zuster van president Aníbal Pinto Garmendia.
In 1849 werd Ariztía in de Kamer van Afgevaardigden gekozen en bleef tot 1852 lid van het lagerhuis. Nadien vestigde hij zich op een landgoed in La Serena dat eigendom was van de familie Pinto en wijdde zich volledig aan de landbouw. Hij overleed in 1891.